# 채광석
채광석(蔡光錫, 1948년 7월 11일~ 1987년 7월 12일)은 대한민국의 시인이며 문학평론가이다.
충남 태안군 안면도 안면읍에서 출생하였으며, 대전고등학교를 거쳐 서울대 사대에서 수학하였다. 1983년 문학평론 〈부끄러움과 힘의 부재〉, 시 〈빈대가 전한 기쁜 소식〉을 발표하면서 문단활동을 시작했다. 민중적 민족문학론을 제기하면서 백낙청, 김사인 등과 더불어 1980년대 문학논쟁에 참가했다. 창작 주체의 계급론적 차별성 문제, 수기의 문학 장르 가능성의 문제, 집단 창작의 문제, 문학 조직의 문제 등을 문단에 던지는 등 1970년대에서 1980년대 문단 평론계의 한 맥을 형성했다.
1974년 오둘둘 사건으로 체포되어 2년 6개월간 복역, 1980년 서울의 봄 이후 계엄포고령 위반으로 체포되어 40여일간 모진 고문을 당했고〈애국가〉, 〈검은 장갑〉 등의 시를 쓰기도 했다.
‘자유실천문인협의회’ 실행위원으로 활동하던 중 1987년 7월 12일 교통사고로 사망하였으며, 장례는 민통련이 주관하고 ‘자유실천문인협의회’이 주무한 민주문화인장으로 거행되었다. 향년 39세.
저서에 평론집 《민족문학의 흐름》, 시집 《밧줄을 타며》, 서간집  《그 어딘가의 구비에서 우리가 만났듯이》, 사회문화론집 《물길처럼 불길처럼》 등이 있다. 유고집으로 《민족문학의 흐름》이 있다.
묘는 경기도 양평군 팔당공원묘지에 있었으나 2020년 민주유공자로 인정되면서, 광주광역시에 있는 국립5·18민주묘지 2묘원으로 이장하였다. 2022년 국민훈장 모란장이 추서되었다.